# Креньц, Курт
Курт Креньц (в.-луж. Kurt Krjeńc, 7 июля 1907 года, Мальшвиц, Германия — 28 ноября 1978 года, Баутцен, Германия) — коммунистический деятель ГДР и лужицкий общественный деятель. Председатель лужицкого культурно-общественного общества «Домовина» (1951—1973).

## Биография
Родился 7 июля 1907 года в городе Мальшвиц. В 1923 году вступил в Коммунистическую партию Германии. Принимал активное участие в деятельности лужицкого спортивного общества «Сербский Сокол». В 1933 году после прихода к власти нацистов был интернирован в концентрационный лагерь «Hohnstein». С 1939 года по 1945 год служил в Вермахте на Восточном фронте. В 1945 году попал в советский плен. После окончания Второй мировой войны был районным секретарём Коммунистической партии Германии. В 1949 году был назначен заместителем учредительной Народной палаты ГДР. С 1948 года по 1953 год работал в лужицком отделе Управления образования Саксонии.
В 1951 году был выбран председателем лужицкой культурно-просветительской организации «Домовина». Под его руководством «Домовина» была интегрирована в систему государственной власти ГДР. По его инициативе главной целью «Домовины» было объявлено привлечение лужичан к идеям социализма. Был председателем «Домовины» в течение 22 лет. В 1973 году подал в отставку по состоянию здоровья.
После его выхода на пенсию должность председателя «Домовины» была отменена и вместо председателя организацией управлял секретарь. Должность председателя «Домовины» была вновь воссоздана только лишь в 1990 году.

## Награды
- Премия имени Якуба Чишинского (1957);
- Орден Карла Маркса;
- Золотой орден «За заслуги перед Отечеством».